# Bušinec
Bušinec je naselje v Občini Dolenjske Toplice.